# Bartholomeus Pons
Pour les articles homonymes, voir Bartholomeus et Pons.

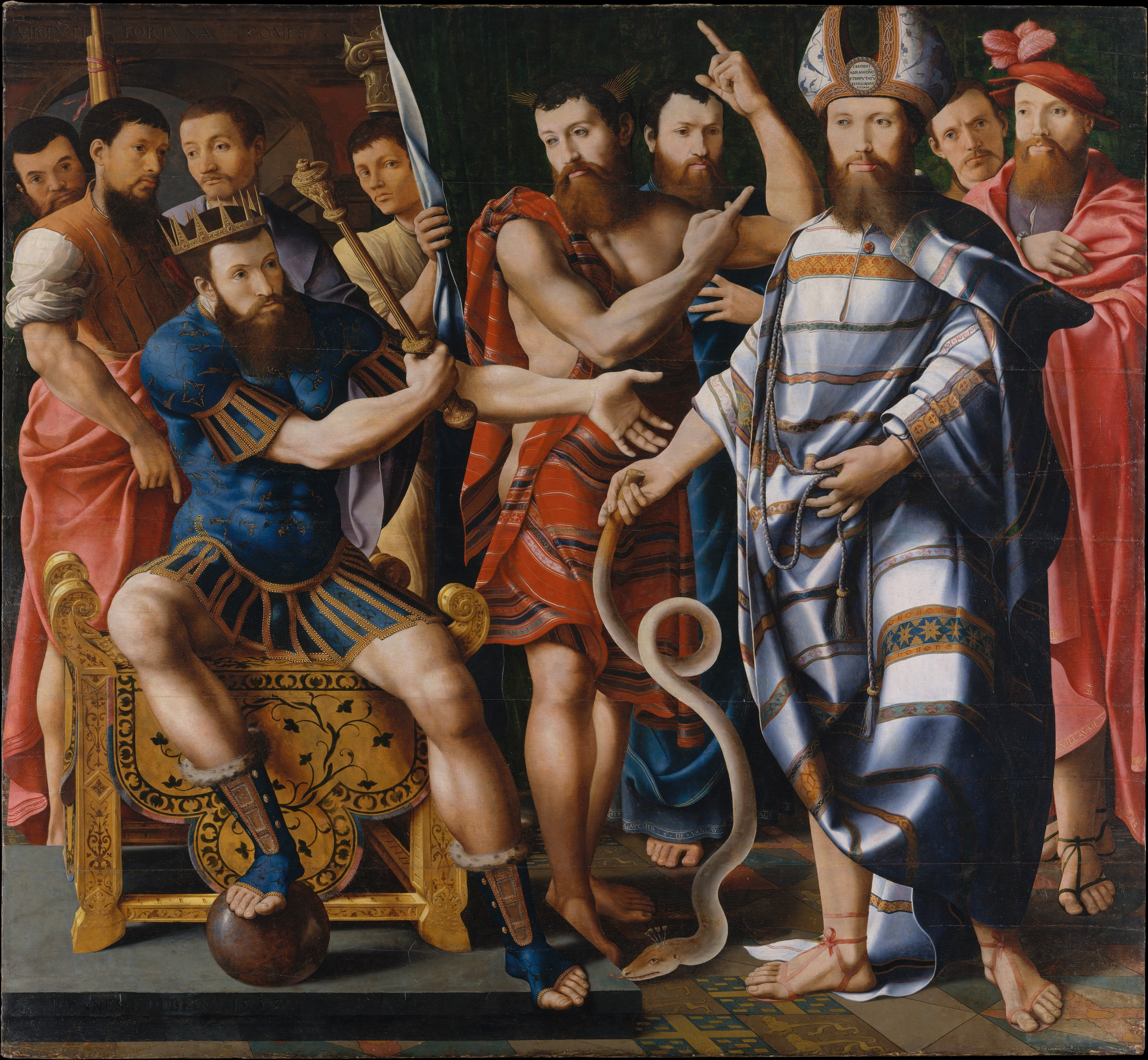
Moïse et Aaron devant Pharaon, 1537, New York, The Metropolitan Museum of Art

Bartholomeus Pons (sans doute né à Haarlem, connu de 1518 à 1541), autrefois désigné sous le nom de « Félix Chrétien », « Pseudo Félix Chrétien », ou de manière plus neutre, de « Maître de Dinteville », est un peintre haarlémois, actif en Bourgogne et en Champagne dans la première moitié du XVIe siècle.

## Historiographie
Un certain Félix Chrétien, poète et lettré, est un familier de François II de Dinteville, évêque d’Auxerre entre 1532 et 1554. Il sera nommé chanoine de la cathédrale d’Auxerre en 1542. 

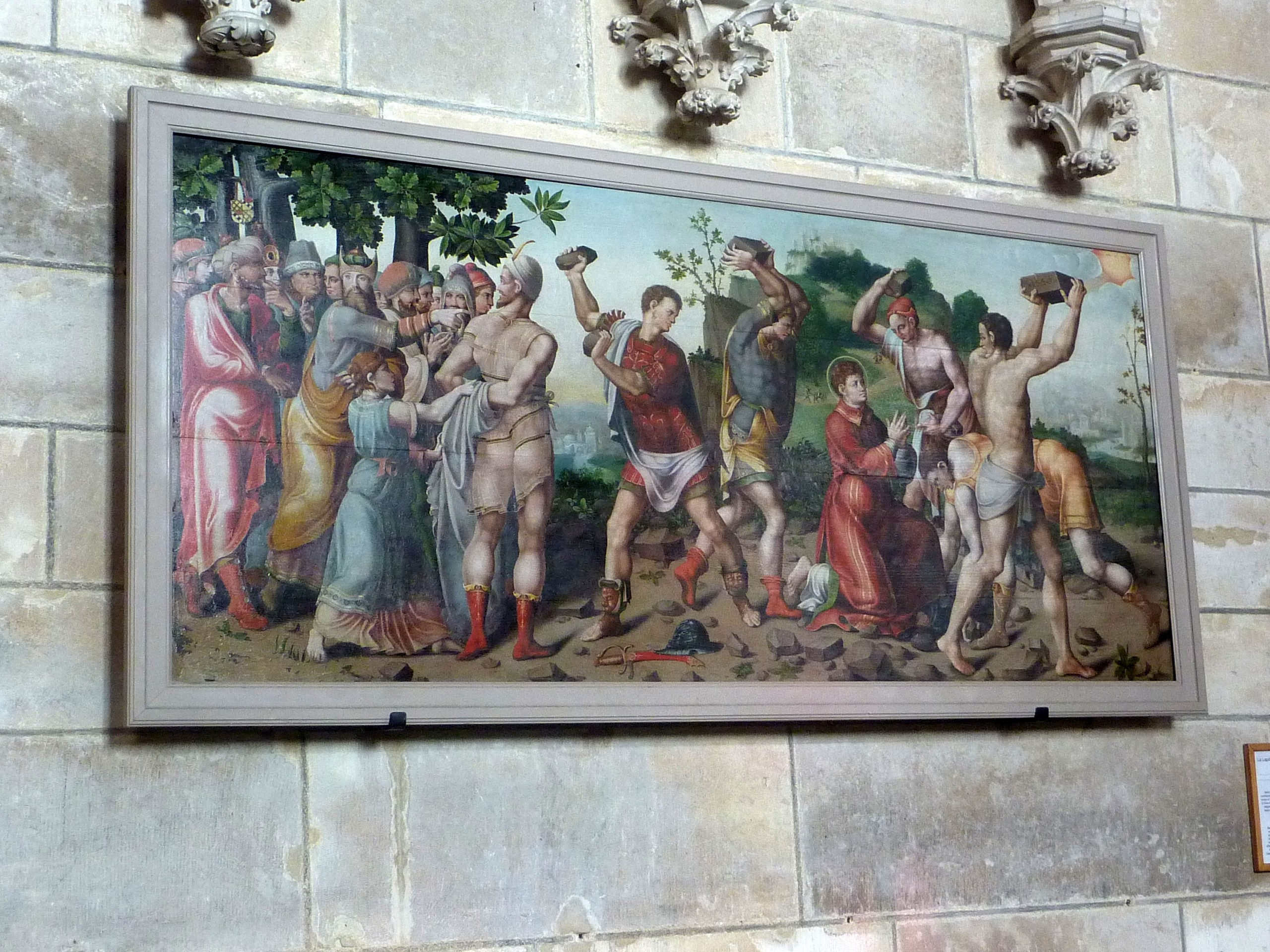
La lapidation de Saint Etienne Cathédrale d'Auxerre

Dès le XVIIIe siècle (Abbé Lebeuf, 1743), il est dit que ce Félix Chrétien est l’auteur du triptyque de Sainte-Eugénie à Varzy, et de la Lapidation de saint Étienne à la cathédrale d’Auxerre.
L’idée est reprise au début du XXe siècle par l’historienne Mary F.S. Hervey, qui publie en 1911 un article où elle rapproche du triptyque de Varzy le grand Portrait collectif des Frères Dinteville, alors sur le marché de l’art londonien (acquis en 1950 Metropolitan Museum), vraisemblablement de la même main. Il faudra attendre un article de Jacques Thuillier en 1961 pour que le nom de Félix Chrétien (dont l’activité de peintre n’est pas sérieusement fondée) soit totalement écartée : l’artiste sera dès lors nommé « Pseudo Félix Chrétien » ou plus favorablement « Maître de Dinteville » ou « Master of the Dinteville Allegory » par les historiens de l’art anglophones.
L’identification du Maître de Dinteville a lieu en 1984, lorsque l’historien de l’art Josua Bruyn rapproche les œuvres rassemblées sous ce nom de convention avec un certain Bartholomeus Pons, originaire de Haarlem, dont la présence est attestée à Tournus en 1518. Le nom de Bartholomeus Pons s'est depuis imposé dans le milieu scientifique pour désigner cet artiste nordique actif en Bourgogne et en Champagne dans la première moitié du XVIe siècle.

## Biographie

### Jeunesse et formation
Le nom de « Bartelmus Pons » apparait dans des registres de la guilde de Haarlem au début du XVIe siècle, mais les documents ne sont pas datés avec précision. 
Bartholomeus Pons est documenté dès 1518 à Tournus, chez Grégoire Guérard, après un séjour à Rome : Cristoforo Numai de Forli, cardinal titulaire de Santa Maria in Aracoeli à Rome, accorde une indulgence aux fidèles représentant, dans une lettre adressée à « Bartholomeo Pons paintre, demeurant à Tornis en la maison… maistre guerad ». Pons reçoit donc peut-être une indulgence (en échange d’une peinture ?). Il a peut-être collaboré avec Grégoire Guérard sur plusieurs œuvres après son retour de Rome : le retable de saint Jérôme, le triptyque de Nicolas Chichon, ou celui de saint Augustin, à Saint-Laurent-sur-Saône.  
Bartholomeus rentre peut-être à Haarlem ensuite : un « Bartholomeus, scilder » apparait dans les archives en 1523, fournissant à l’abbaye d’Egmont les volets d’un « Retable des Anges », et la prédelle d’un « Retable de saint Jean-Baptiste », et il est payé en 1524. 

### Au service des Dinteville à Auxerre

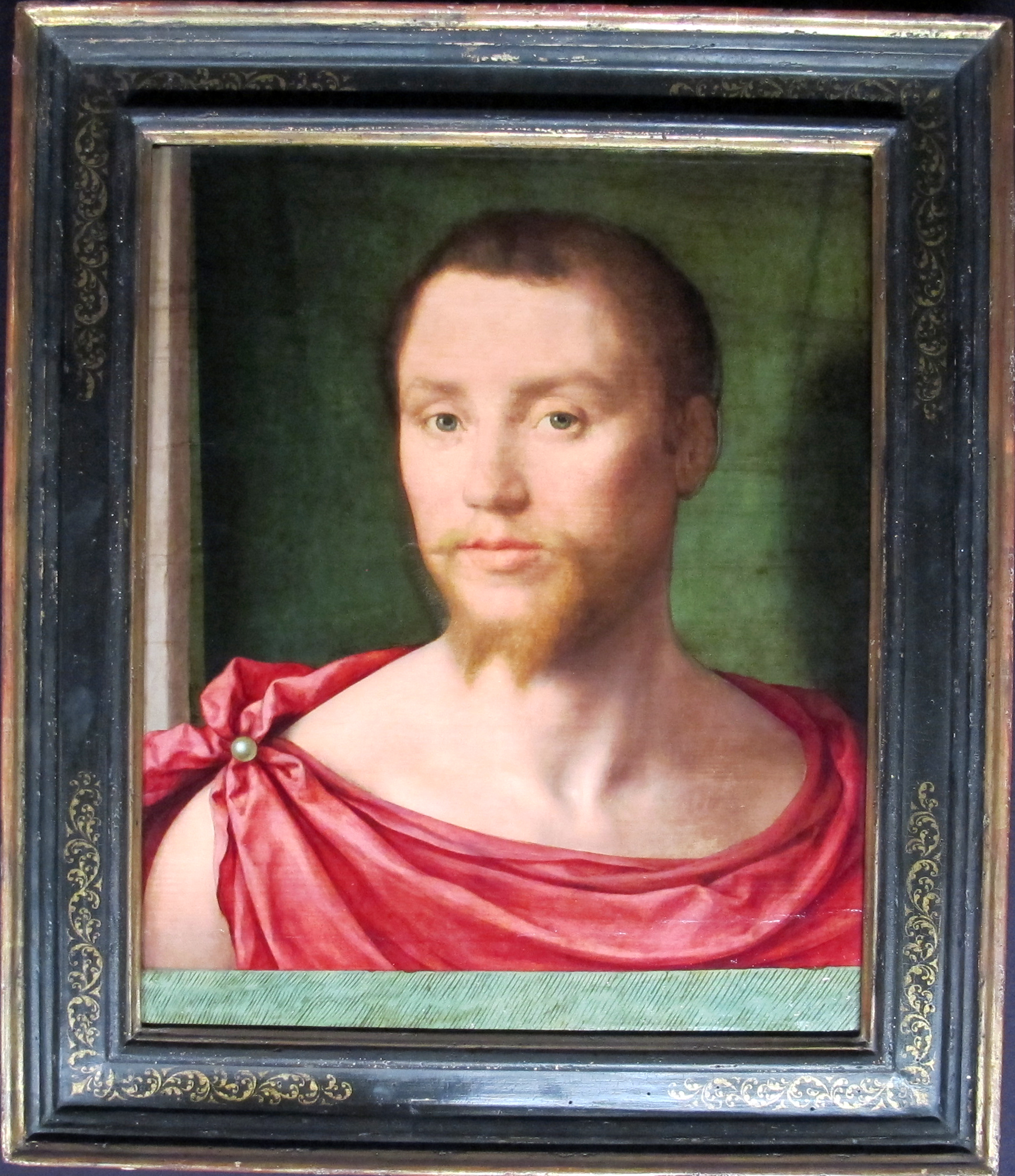
Portrait d'homme, Paris, musée du Louvre

Il revient sans doute en Bourgogne durant les années 1530, pour entamer une nouvelle carrière au service des Dinteville à Auxerre. Bartholomeus Pons bénéficie du mécénat actif de François II de Dinteville, évêque d'Auxerre, issu d’une des plus riches et puissantes familles de Bourgogne. François II de Dinteville a visité l’Italie, a étudié à l’université de Pavie, et a été ambassadeur de François Ier auprès du pape Clément VII (1531-1533) : il a préparé le mariage de Catherine de Médicis avec le futur Henri II. François de Dinteville a peut-être entendu parler de Bartholomeus Pons grâce au cardinal Cristoforo Numai, qu’il a pu rencontrer en lui succédant à l’évêché de Riez. 

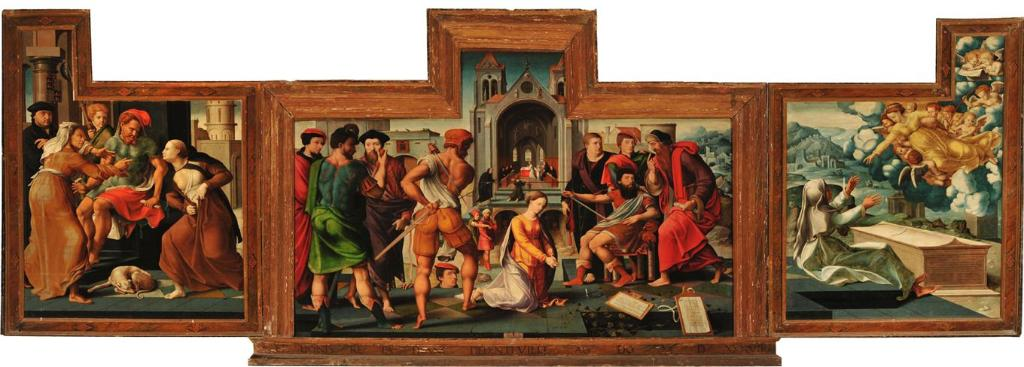
Retable de sainte Eugénie
église Saint-Pierre, Varzy

Il peint en 1535 un grand triptyque pour le maître-autel de la collégiale Sainte-Eugénie de Varzy (Nièvre, diocèse d'Auxerre), commandé par François II de Dinteville, et offert en 1537. On lit à l’arrière, sur le support : « Ick ben bartel/… ». L’œuvre présente les armoiries des Dinteville, avec leur devise : « Virtuti fortuna comes » et une inscription dédicatoire. On y découvre un psaume en néerlandais (au premier plan, sur une tablette) et même les armoiries de la guilde de Saint-Luc de Haarlem (le peintre revendique ses origines). 
Deux bannières d’église aux armes de François II de Dinteville et du chapitre cathédral d’Auxerre ont été récemment retrouvées dans les réserves du musée des Arts décoratifs, datées de 1536. Restaurées en 2010-2011, elles se trouvaient avant la Révolution dans l’église de Saint-Bris-le-Vineux (Yonne) mais proviennent sans doute d’Auxerre. François de Dinteville publie en 1537 un processionnal, pour fixer les nouveaux usages liturgiques, peu après le début de son épiscopat. L’iconographie renvoie aux quatre grandes églises d’Auxerre : cathédrale Saint-Étienne, église Saint-Amâtre, abbatiale Saint-Germain, et collégiale Notre-Dame-de-la-Cité. Ces bannières témoignent de la volonté de la part de François II de Dinteville de purifier l’église en revenant aux pratiques ancestrales, en prenant exemple sur les saints martyrs et les évêques missionnaires : il sera plus tard un fervent opposant à la Réforme. 

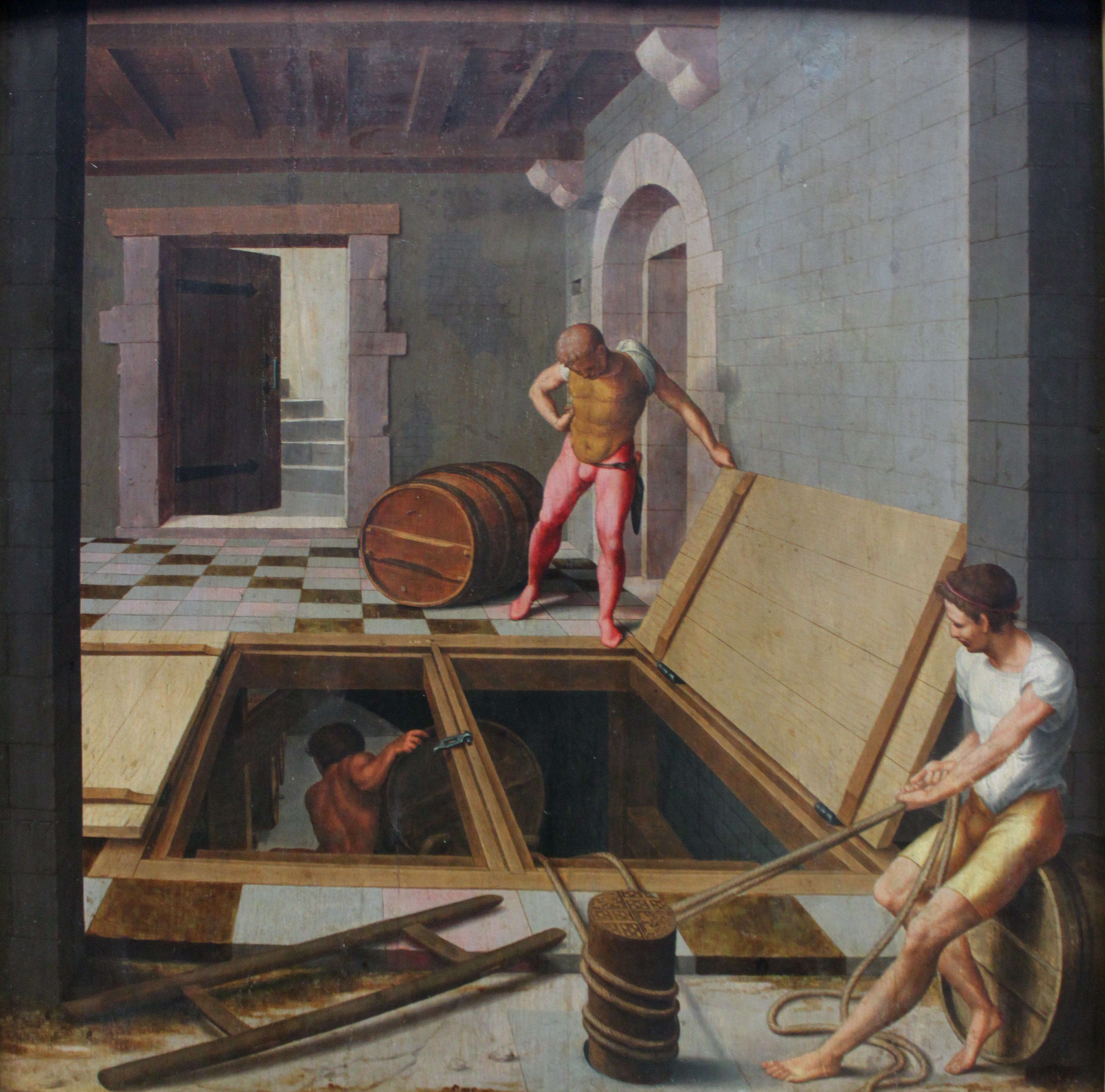
La descente à la cave, 1537, Francfort, Städelsches Kunstinstitut

Bartholomeus Pons peint en 1537 une petite scène de genre : Trois hommes descendant des tonneaux de vin dans une cave (un bollard de bois au premier plan porte les armes des Dinteville), sans doute un fragment d’un tableau plus grand, peut-être d’un retable dédié à saint Vincent, patron des vignerons, évidemment très vénéré en Bourgogne. On y décèle une passion pour les espaces puissamment structurés, où domine une perspective impeccable et des effets de coulisses et d’écran, dans la tradition néerlandaise. Dans cette optique, Cécile Scailliérez avait proposé de voir en Bartholomeus Pons l’auteur d’une Scène de la vie de saint Sévère (collection particulière), qui a les mêmes caractéristiques (saint Sévère est d'ailleurs un compagnon de saint Germain d’Auxerre et saint patron des bonnetiers). Les Dinteville commandent sans doute aussi des portraits à Bartholomeus Pons : un portrait d’homme (l’un des Dinteville ?) a été acquis par le Louvre en 1971.
Dans ses années bourguignonnes, il a peut-être participé à des décors de vitraux. Frédéric Elsig propose de lui attribuer la verrière de saint Fiacre et sainte Syre (datable vers 1530-1535) dans l’église Saint-Pierre à Saint-Julien-du-Sault, la verrière des pèlerins de Saint-Jacques (une verrière de corporation), et la verrière de l’Arbre de Jessé (commandé par la famille Vignier), dans l’église Saint-Nicolas de Châtillon-sur-Seine.
Entre 1539 et 1542, François II de Dinteville et trois de ses frères s’exilent en Italie (à la suite d'une affaire de mœurs). L’affaire judiciaire s’exprime à travers une ultime commande à Pons : Moïse et Aaron devant Pharaon, peint pour le château de Polisy en 1537 à la demande de Jean de Dinteville, et qui faisait pendant aux célèbres Ambassadeurs de Hans Holbein. Le panneau comporte encore une inscription dédicatoire, et la devise des Dinteville « Virtuti Fortuna Comes ». C'est pendant la période d'exil de ses protecteurs qu'il aurait pu s'adresser à d'autres commanditaires. Le portrait de Jean de Langeac, évêque de Limoges, daté de 1539, a ainsi pu lui être attribué. Ce dernier connaissait personnellement François de Dinteville et le portrait aurait pu être réalisé lors de son séjour à Auxerre en avril-mai 1539.

### Epilogue à Troyes
Après l’exil des Dinteville, Bartholomeus Pons s’installe à Troyes. Il y peint le Songe de saint Joseph en 1541 (avec au revers Jésus parmi les docteurs, en grisaille), sans doute fragment d’un volet de retable consacré à l’enfance du Christ. Il a peut-être été commandé par Jean de Dinteville, bailli de Troyes, l’un des seuls frères Dinteville à ne pas avoir été exilé. Il enseigne sans doute à un jeune assistant, puisque l'on retrouve son style (plus sec et moins sûr) sur certaines œuvres datables des années 1540 à Troyes : c'est peut-être l’œuvre d’un élève.

## Liste des œuvres
- Triptyque de sainte Eugénie, 1535, Varzy, église Saint-Pierre-ès-Liens
- Bannière de procession : saint Étienne et saint Amâtre, 1536, Paris, musée des Arts décoratifs
- Bannière de procession : saint Germain et la Vierge à l’enfant, 1536, Paris, musée des Arts décoratifs
- La descente à la cave (attribué), 1537, Francfort, Städel Museum
- Les Frères Dinteville et Moïse et Aaron devant Pharaon, 1537, New-York, The Metropolitan Museum of Art
- Portrait de Jean de Langeac, 1539, New.York, The Metropolitan Museum of Art
- Le songe de Joseph, et Jésus parmi les docteurs en grisaille, 1541, Troyes, musée de Vauluisant
- Portrait d’homme, Paris, musée du Louvre
- Scène de la vie de saint Sévère (attribué), collection particulière
- Vitraux (attribués) à Saint-Julien-du-Sault et à Chatillon-sur-Seine.